# Iwan Kapitonowitsch Luppol
Iwan Kapitonowitsch Luppol (russisch Иван Капитонович Луппол; * 13. Januar 1896 in Rostow am Don; † 26. Mai 1943) war ein sowjetischer Literaturkritiker und Philosoph.

## Leben
Luppol war 1919 Absolvent der juristischen Fakultät der Staatlichen Universität Moskau (MGU) und der Abteilung Philosophie des Instituts der Roten Professur (IRP).
Er war Professor der MGU von 1925 bis 1931 und des IRP von 1925 bis 1938. 1935 bis 1938 zudem Direktor des Instituts für Weltliteratur. Ab 1933 war er korrespondierendes, ab 1939 ordentliches Mitglied der Akademie.
Luppol wurde Opfer der Stalinschen Säuberungen. Im Saratower Gefängnis teilte er seine Zelle mit Wawilow und Steklow. Im Mai 1943 starb er im Arbeitslager.

## Schriften
- Lenin und die Philosophie. Zur Frage des Verhältnisses der Philosophie zur Revolution. Verlag für Literatur und Politik, Berlin 1929
- Über Kunst und Literatur. Verlagsgenossenschaft ausländischer  Arbeiter in der UdSSR, Moskau 1937